# David Johnson (quần vợt)

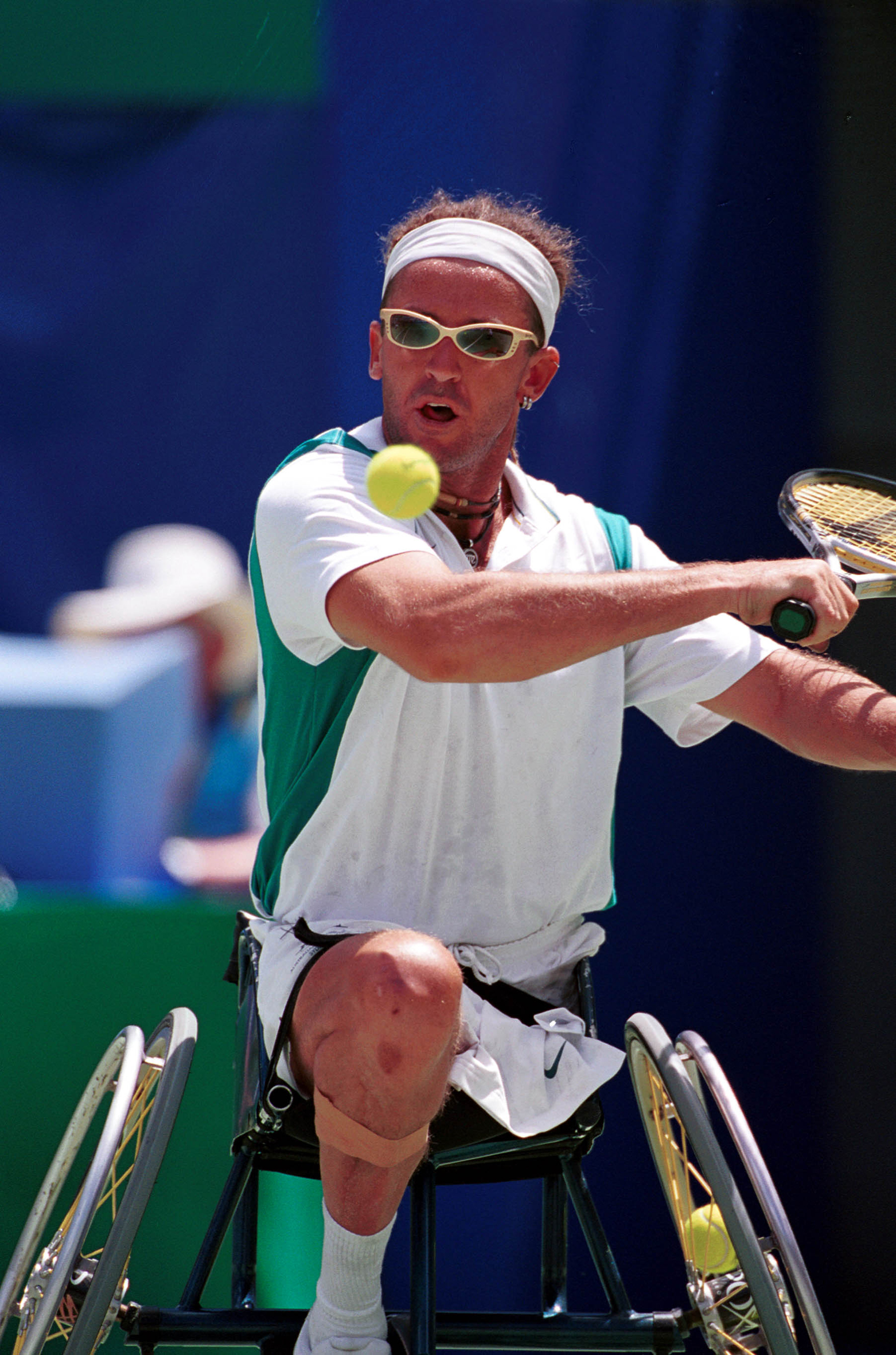
Johnson dùng tay trái đánh bóng trong trận đấu tại Thế vận hội mùa hè dành cho người khuyết tật 2000

David Johnson (sinh ngày 16 tháng 9 năm 1969) là một tay vợt quần vợt xe lăn người Úc. Anh giành được huy chương Bạc tại Thế vận hội mùa hè dành cho người khuyết tật 2000 ở nội dung đôi nam.